# Opopaea andringitra
Opopaea andringitra is een spinnensoort in de familie van de dwergcelspinnen (Oonopidae). De spin behoort tot het geslacht Opopaea. De wetenschappelijke naam van de soort werd voor het eerst geldig gepubliceerd in 2013 door Andriamalala & Hormiga.
De soort is endemisch in Madagaskar.